# Eulenfalter
|  | Dieser Artikel wurde aufgrund von formalen oder inhaltlichen Mängeln in der Qualitätssicherung Biologie zur Verbesserung eingetragen. Dies geschieht, um die Qualität der Biologie-Artikel auf ein akzeptables Niveau zu bringen. Bitte hilf mit, diesen Artikel zu verbessern! Artikel, die nicht signifikant verbessert werden, können gegebenenfalls gelöscht werden. Lies dazu auch die näheren Informationen in den Mindestanforderungen an Biologie-Artikel. |

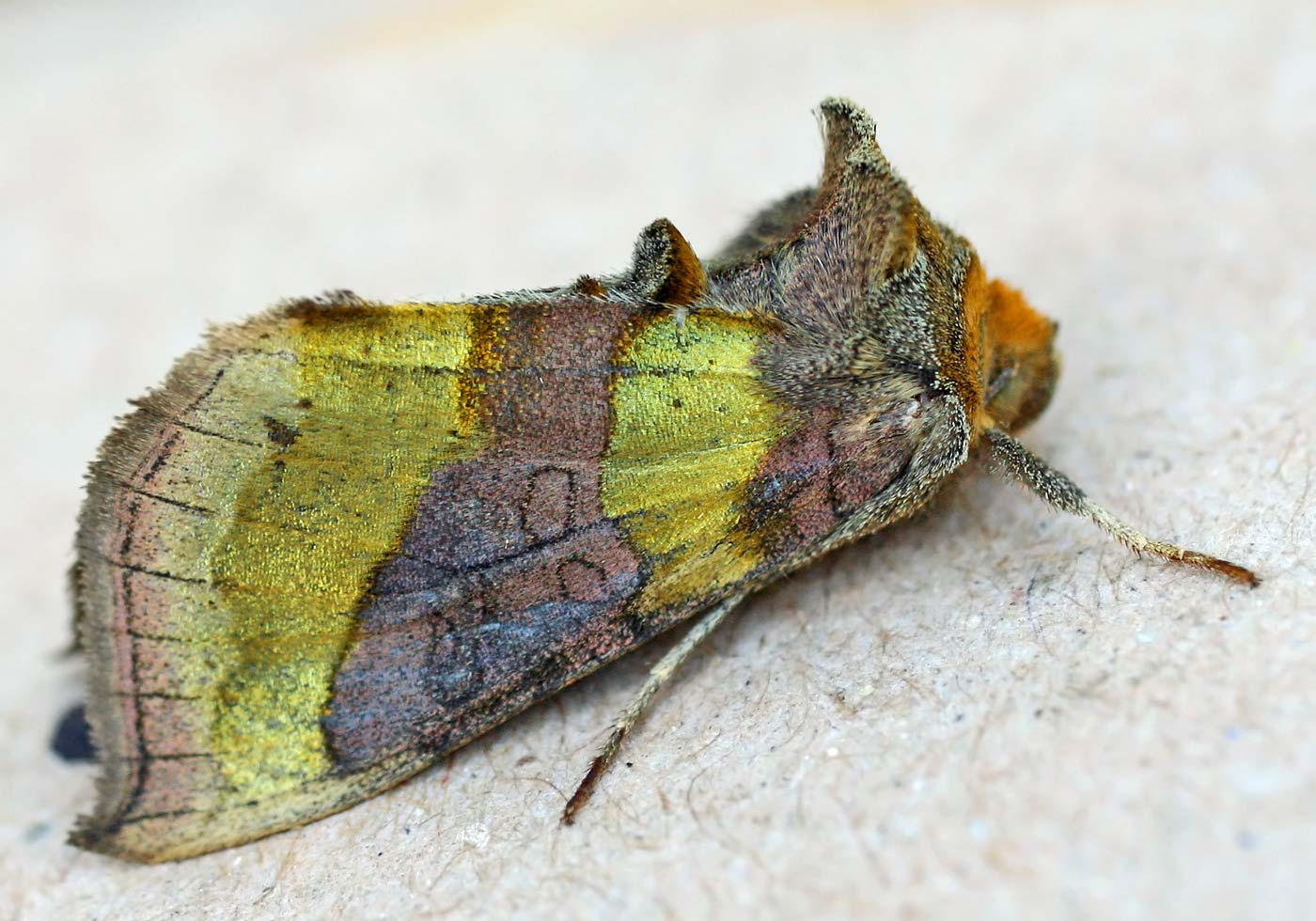
Messingeule (Diachrysia chrysitis)

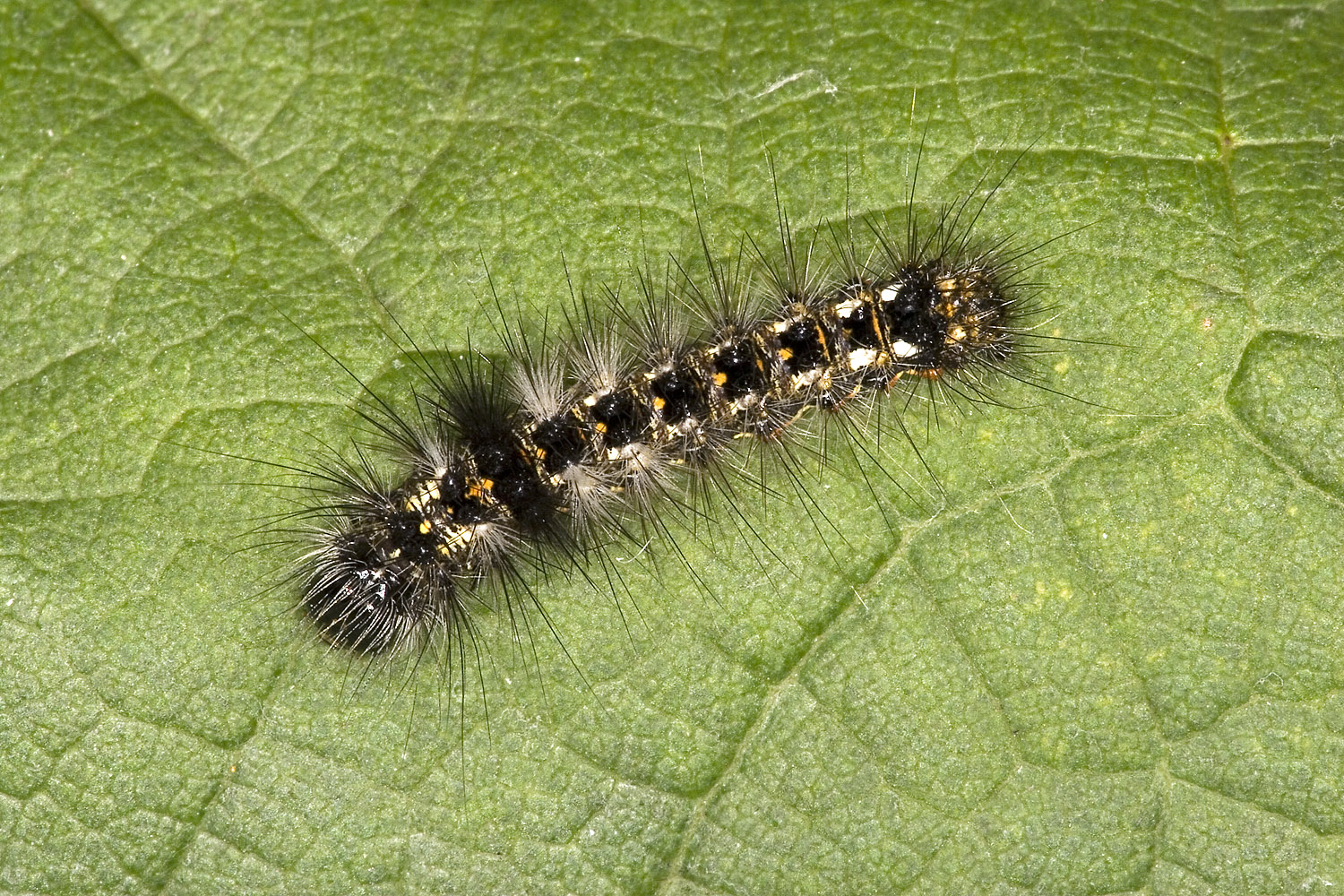
Raupe der Ampfereule (Acronicta rumicis)

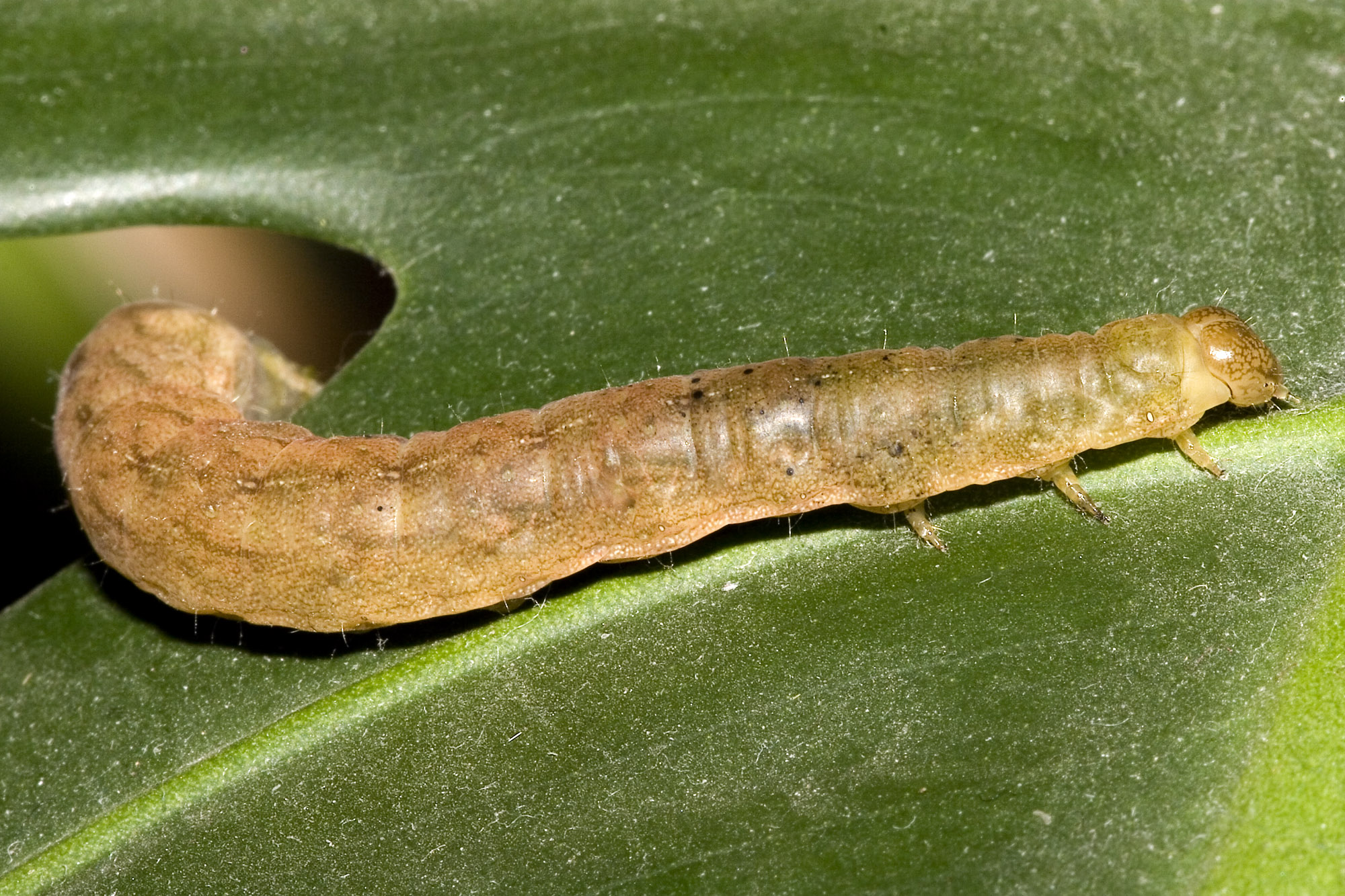
Raupe der Achateule (Phlogophora meticulosa)

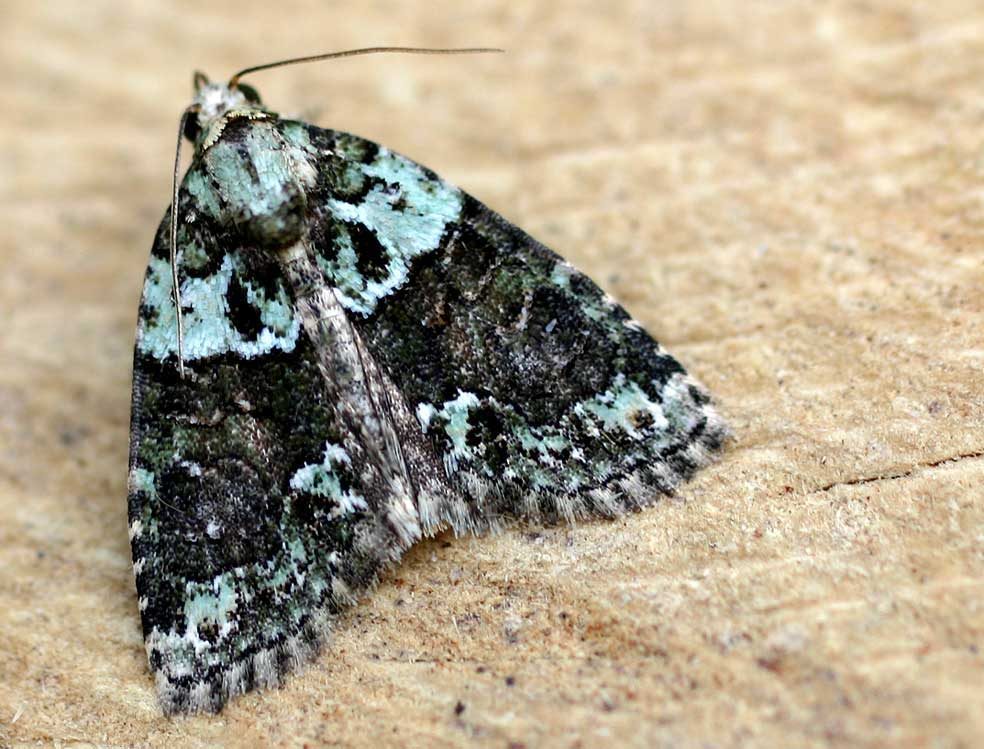
Dunkelgrüne Flechteneule (Cryphia algae)

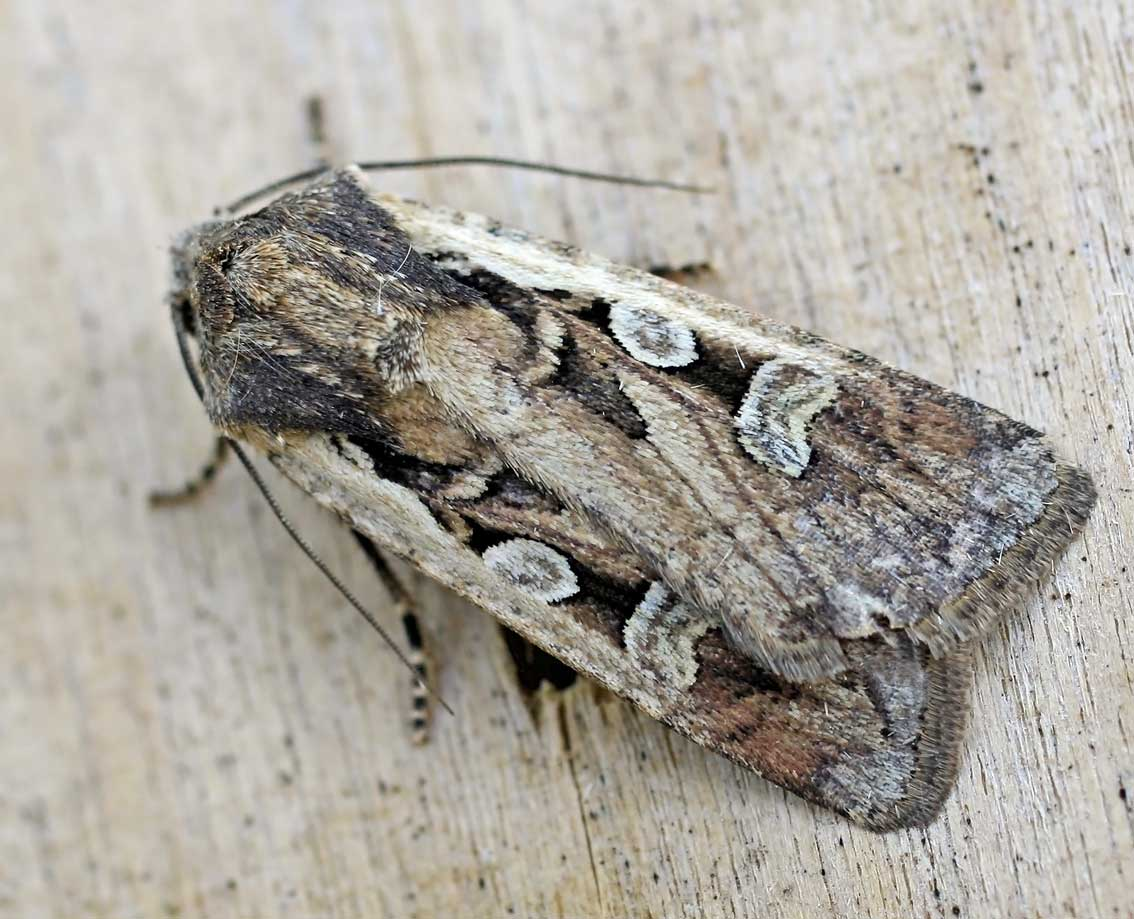
Euxoa temera

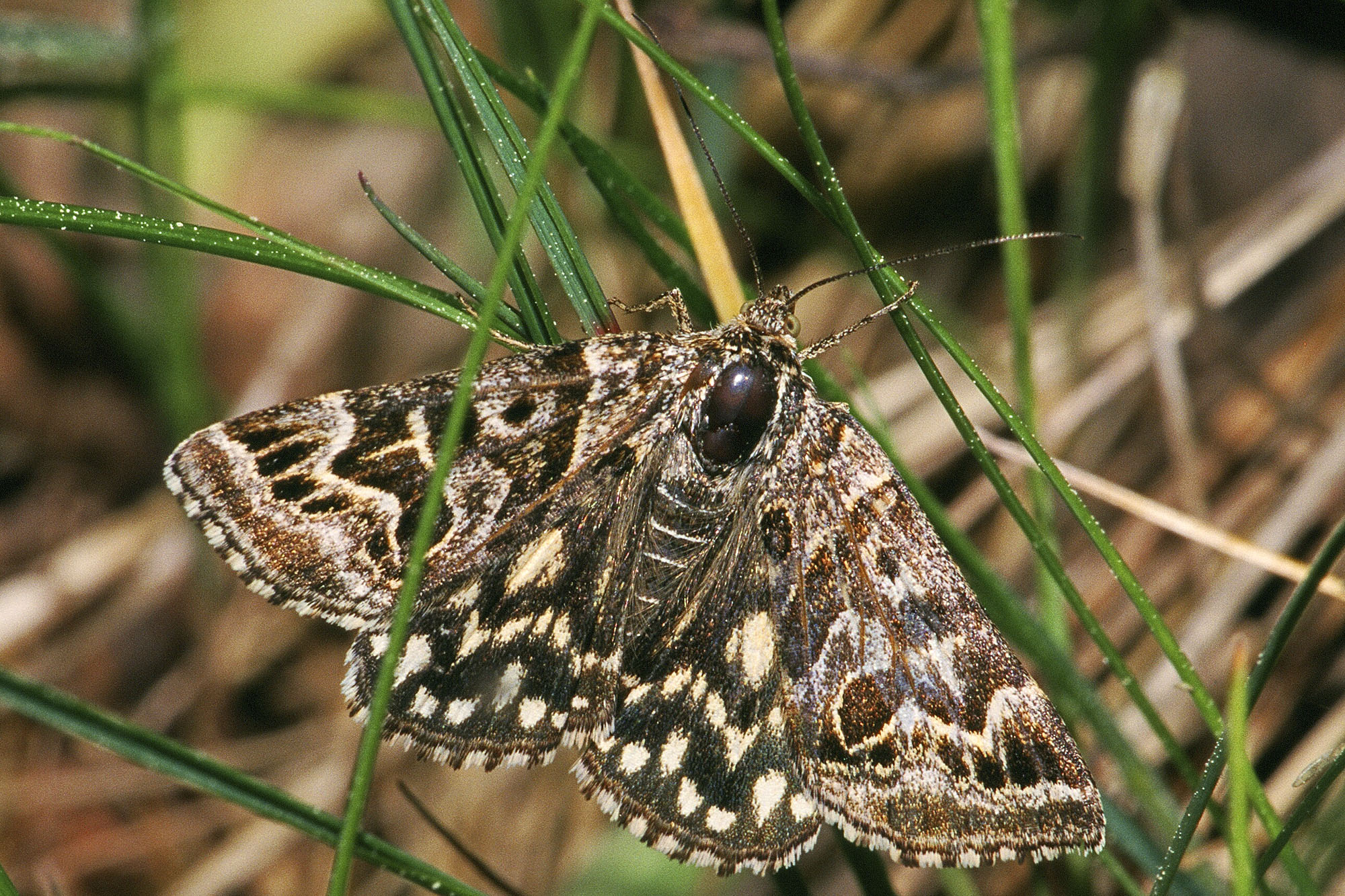
Scheck-Tageule (Callistege mi)

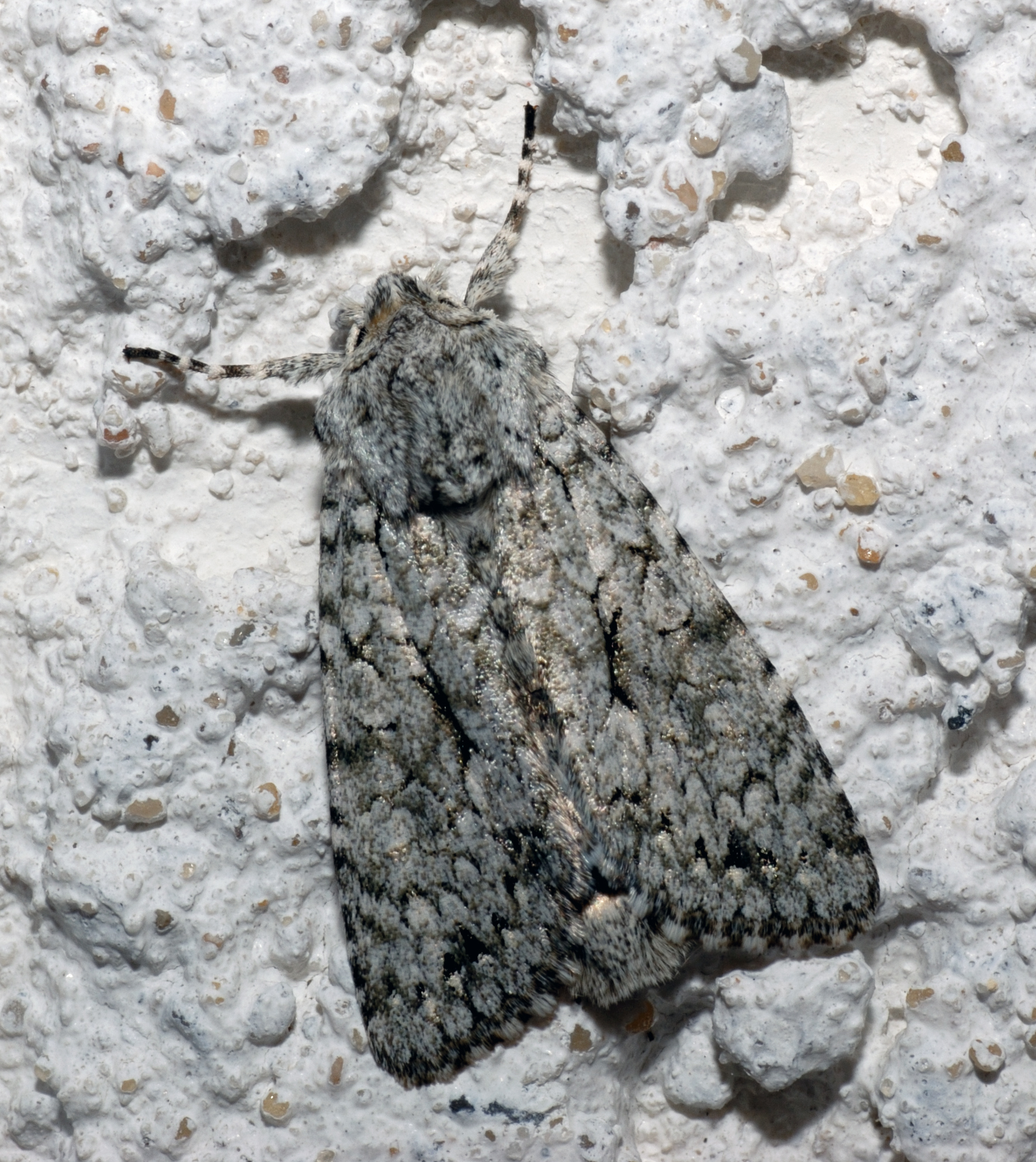
Chi-Eule

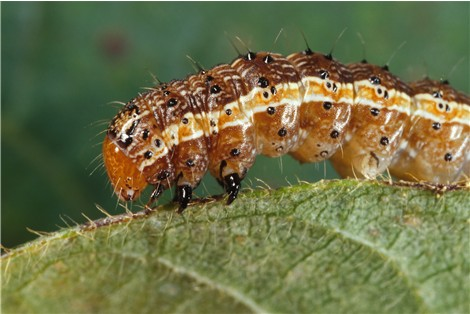
Raupe des Herbst-Heerwurms (Spodoptera frugiperda)

Die Eulenfalter (Erebidae und Noctuidae), oft auch nur als Eulen bezeichnet, sind zwei sehr artenreiche Familien der Schmetterlinge. Obwohl es Arten aller Größen, Formen, Farben und Lebensweisen gibt, ist der Großteil der Eulenfalter schlicht gefärbt, groß und robust.

## Merkmale

### Falter
Die Falter erreichen eine Flügelspannweite von 14 bis 300 Millimetern, wobei die meisten europäischen Arten eine Spannweite von ca. 20 bis 60 Millimetern haben. Ihr Körper ist langgestreckt und mittelmäßig bis kräftig gebaut. Ihre Vorderflügel variieren von schmal bis breit. Die Flügelgrundfärbung ist meist hell- oder dunkelbraun, rötlich, dunkel, grau oder grün. Die Musterung ist sehr verschieden und variiert auch innerhalb derselben Arten zum Teil stark. Die verschiedenen Komponenten der Musterung sind aber immer gleich. Das Muster besteht in erster Linie aus mehreren meist wellenförmigen Querlinien. Dabei teilen die dominanten und häufigsten Querlinien die Flügel in drei etwa gleich große Teile: Basal- oder Innenfeld, Mittelfeld und Saum- oder Außenfeld. Im Mittelfeld finden sich meist zwei bis drei Flecken (Makeln), die unterschiedlich ausgeprägt und geformt sein können. Zusätzlich kann wie auch im Saumfeld im Mittelfeld eine weitere Querlinie verlaufen. Von diesem „Grundplan“ weichen aber zahlreiche Arten mehr oder weniger ab. Die der Unterfamilie Catocalinae und Plusiinae tragen z. B. eine vierte Makel, bei Letzteren sind überdies die Muster metallisch schimmernd gezeichnet. Auch mehrere Gattungen der Acontiinae weichen von der Grundmusterung ab. Besonders im Gras lebende Arten weisen statt der Querlinien eine Längszeichnung auf, die sie besser ihrer Umgebung anpasst. Die Hinterflügel sind breit abgerundet und etwa gleich breit bis etwas breiter als die Vorderflügel. Sie sind in ihrer Grundfärbung einfärbig und schwach gezeichnet. Es gibt auch Arten mit kräftigen Farben auf den Hinterflügeln, die Feinde beim Abflug der Falter schrecken sollen, wie z. B. das Rote Ordensband (Catocala nupta).
Die Vorderflügel haben überwiegend 12 Flügeladern mit einer Analader (1b), manchmal gibt es auch eine zweite (1a und 1b). Die Hinterflügel haben bei fast allen Arten 8 Flügeladern mit zwei Analadern (1a und 1b), manche Arten haben 9 Adern.
Ihre Fühler sind mittellang und erreichen ca. 0,5 bis 0,8 mal die Länge der Vorderflügel. Die Weibchen haben fadenförmige Fühler, bei den Männchen sind sie fadenförmig, gezähnt oder gekämmt. Am Metathorax tragen manche Arten Tympanalorgane. Neben den Facettenaugen haben die Tiere auch Punktaugen (Ocelli). Ihre Maxillarpalpen sind schlecht entwickelt, die Labialpalpen sind gut ausgebildet. Bei den meisten Arten ist der Saugrüssel voll entwickelt, es gibt aber auch Arten mit reduzierten oder fehlenden Saugrüsseln.

### Raupen
Die Raupen der einzelnen Unterfamilien sind, ebenso wie die Falter, mitunter sehr verschieden. Manche Arten, wie z. B. die der Gattung Acronycta, die auch Brennhaare haben, sind lang bis extrem lang behaart, die meisten Eulenfalterarten tragen aber nur vereinzelte, kurze Haare. Die meisten Raupen dieser Familie haben, wie auch üblicherweise die andere Schmetterlingsraupen vier Bauchfußpaare und einen Nachschieber. Bei einigen Eulenfalterarten (z. B. Catocalinae und Plusiinae) fehlen aber die ersten oder die ersten beiden Beinpaare bzw. sind reduziert. Diese können entweder nur bei den Jungraupen oder aber auch in allen Stadien fehlen.

## Lebensweise
Die Tiere sind überwiegend nacht- oder dämmerungsaktiv. Nur einige wenige Arten, wie z. B. die Braune Tageule (Euclidia glyphica) und mehrere Arten der Plusiinae, sind tagaktiv. Manche Arten kann man auch im Winter bei Temperaturen um den Gefrierpunkt noch fliegen sehen.
Die meisten Raupen fressen auf den Pflanzen sitzend. Es gibt aber auch Minierer und solche, die unterirdisch an Wurzeln fressen. Sie sind ähnlich wie die Falter überwiegend nachtaktiv. Zu ihrem Futterspektrum gehören nahezu alle krautigen Pflanzen, Laubbäume und Sträucher, lediglich an Nadelbäumen fressen nur wenige Arten. Es gibt auch räuberisch lebende Raupen, die neben pflanzlicher Nahrung zusätzlich auch andere Raupen angreifen und sogar kannibalisch sind.

## Schadwirkung
Es gibt zahlreiche Arten, die als Schädlinge in Landwirtschaft und Forst auftreten können, so beispielsweise die Kieferneule (Panolis flammea).

## Krankheitsübertragende Arten
Bei den südostasiatischen Arten Calyptra eustrigata, Calyptra minuticornis, Calyptra orthograpta, Calyptra labilis und Calyptra thalictri der Gattung Calyptra (Calpinae) ist der Saugrüssel zu einem Stechrüssel umgebildet und kann bis zu sieben Millimeter tief in die Haut des Wirtstieres eindringen. Diese Schmetterlingsarten ernähren sich vom Blut bestimmter Säugetiere und des Menschen. Sie können daher auch als Vektoren diverse Krankheitserreger auf mechanischem Wege übertragen, siehe auch Infektionswege und Virusinfektion.

## Gefährdung
Auf den Hawaii-Inseln haben einige Eulenfalter-Arten einen ausgeprägten Endemismus entwickelt. Die Zerstörung der meist sehr kleinen Verbreitungsgebiete (teils direkt durch den Menschen, teils durch eingeführte Kaninchen) führte zum Aussterben von mehreren Taxa, darunter von Agrotis crinigera, Agrotis fasciata, Agrotis kerri, Agrotis laysanensis, Agrotis photophila, Agrotis procellaris, Helicoverpa confusa, Helicoverpa minuta, Hypena laysanensis, Hypena newelli, Hypena plagiota, Hypena senicula. Besonders bemerkenswert ist der Fall von Agrotis laysanensis, da das Verschwinden dieses Nachtfalters auf Laysan eine der Hauptursachen für das Aussterben des Laysan-Rohrsängers war.

## Systematik
Weltweit wurden bis jetzt etwa 35.000 Arten von Eulenfaltern beschrieben. Somit sind die Eulenfalter die größte Nachtfalterfamilie der Welt. Eine weitaus größere Artenzahl wird vermutet. In Deutschland, Österreich und der Schweiz sind etwa 640 Arten beheimatet.
In Europa ist die Familie der Eulenfalter mit über 1.800 Arten und Unterarten in 36 Unterfamilien mit insgesamt 343 Gattungen vertreten. Die folgende Übersicht nach der Systematik der Fauna Europaea listet nur die in Europa vertretenen Unterfamilien mit einigen ausgewählten 
Arten.

### Phylogenetik
Lafontaine und Fibiger haben 2006 eine revidierte Klassifikation der Noctuoidea vorgestellt, in der einige Gruppen im Familienrang (z. B. Lymantriidae, Arctiidae) auf Unterfamilienniveau gesetzt und den Erebidae zugeordnet wurden.

### Unterfamilien und ausgewählte Arten
- Acontiinae
  - Malveneule (Acontia lucida)
  - Armada barrygoateri
  - Armada panaceorum
  - Ackerwinden-Bunteulchen (Emmelia trabealis)
- Acronictinae
- Aedeiinae
  - Zaunwinden-Trauereule (Aedia funesta (Esper, 1786))
  - Aedia leucomelas
- Agaristinae
  - Phalaenoides
    - Phalaenoides glycinae

  - Rhosus
  - Sarbanissa
- Amphipyrinae
- Bagisarinae
- Bryophilinae
  - Weißliche Flechteneule (Bryophila domestica)
  - Bryophila ereptricula
  - Bryophila petricolor
  - Graue Schildflechteneule (Bryophila raptricula)
  - Bräunliche Flechteneule (Bryophila ravula)
  - Dunkelgrüne Flechteneule (Cryphia algae)
  - Braungraue Flechteneule (Cryphia fraudatricula)
  - Cryphia ochsi
  - Cryphia receptricula
  - Cryphia simulatricula
  - Hellgrüne Flechteneule (Nyctobrya muralis)
- Condicinae
- Cuculliinae
  - Herbst-Rauhaareule (Asteroscopus sphinx)
  - Frühlings-Rauhaareule (Brachionycha nubeculosa)
  - Geißblatt-Kappeneule (Calliergis ramosa)
  - Möndcheneule (Calophasia lunula)
  - Calophasia platyptera
  - Silbermönch (Cucullia argentea)
  - Beifuß-Mönch (Cucullia absinthii)
  - Feldbeifuß-Mönch (Cucullia artemisiae)
  - Astern-Mönch (Cucullia asteris)
  - Glockenblumen-Mönch (Cucullia campanulae)
  - Kamillen-Mönch (Cucullia chamomillae)
  - Hellgrauer Goldhaaraster-Mönch (Cucullia dracunculi)
  - Bräunlichgrauer Beifuß-Mönch (Cucullia fraudatrix)
  - Goldruten-Mönch (Cucullia gnaphalii)
  - Lattich-Mönch (Cucullia lactucae)
  - Kräuter-Mönch (Cucullia lucifuga)
  - Rainfarn-Mönch (Cucullia tanaceti)
  - Schatten-Mönch (Cucullia umbratica)
  - Dunkelgrauer Goldaster-Mönch (Cucullia xeranthemi)
  - Hübners Löwenmauleule (Omphalophana antirrhinii)
  - Sympistis funebris
  - Hundsbraunwurz-Mönch (Shargacucullia caninae)
  - Shargacucullia gozmanyi
  - Graubestäubter Wollkrautmönch (Shargacucullia lychnitis)
  - Braunwurz-Wald-Mönch (Shargacucullia prenanthis)
  - Braunwurz-Mönch (Shargacucullia scrophulariae)
  - Shargacucullia scrophulariphaga
  - Shargacucullia scrophulariphila
  - Verschollener Königskerzen-Mönch (Shargacucullia thapsiphaga)
  - Königskerzen-Mönch (Shargacucullia verbasci)
- Eublemminae
  - Sandstrohblumeneulchen (Eublemma minutatum)
  - Eublemma purpurinum
  - Eublemma ostrinum
- Eustrotiinae
- Euteliinae
- Hadeninae
  - Meldenflureule (Anarta (Calocestra) trifolii)
  - Zweifleck-Kätzcheneule (Anorthoa munda)
  - Adlerfarneule (Callopistria juventina)
  - Dreizack-Graseule (Cerapteryx graminis)
  - Conisania leineri
  - Conisania luteago
  - Holzrindeneule (Egira conspicillaris)
  - Enterpia laudeti
  - Graslilieneule (Episema glaucina)
  - Hadena caesia
  - Dunkelgelbe Nelkeneule (Hadena filograna)
  - Gipskraut-Nelkeneule (Hadena irregularis)
  - Alpenmatten-Zwergweideneule (Hadula melanopa)
  - Hufeisenkleeeule (Hadula odontites)
  - Kompasslatticheule (Hecatera dysodea)
  - Pfeilflecken-Kräutereule (Lacanobia (Dianobia) contigua)
  - Gemüseeule (Lacanobia oleracea)
  - Feuchtwiesen-Kräutereule (Lacanobia splendens)
  - Veränderliche Kräutereule (Lacanobia suasa)
  - Graufeld-Kräutereule (Lacanobia w-latinum)
  - Berg-Graseule (Leucania comma)
  - Kohleule (Mamestra brassicae)
  - Flohkraut-Eule (Melanchra persicariae)
  - Weißpunkt-Graseule (Mythimna albipuncta)
  - Andereggs Weißadereule (Mythimna anderreggii)
  - Weißfleck-Graseule (Mythimna conigera)
  - Kapuzen-Graseule (Mythimna ferrago)
  - Stumpfflügel-Graseule (Mythimna impura)
  - Weißes L (Mythimna l-album)
  - Strandhafer-Graseule (Mythimna litoralis)
  - Blasse Graseule (Mythimna pallens)
  - Breitflügel-Graseule (Mythimna pudorina)
  - Kleine Wurzelstriemen-Graseule (Mythimna sicula)
  - Rotbraune Graseule (Mythimna turca)
  - Mythimna unipuncta
  - Mythimna vitellina
  - Rundflügel-Kätzcheneule (Orthosia cerasi)
  - Rötliche Kätzcheneule (Orthosia miniosa)
  - Opima-Kätzcheneule (Orthosia opima)
  - Kieferneule (Panolis flammea)
  - Hauhechel-Blättereule (Polia bombycina)
  - Birken-Blättereule (Polia hepatica)
  - Waldstauden-Blättereule (Polia nebulosa)
  - Striemen-Schilfeule (Senta flammea)
  - Violettbraune Kapseleule (Sideridis rivularis)
  - Spodoptera frugiperda
  - Dunkelbraune Lolcheule (Tholera cespitis)
- Heliothinae
  - Schinia volupia
  - Schinia trifascia
  - Schinia rivulosa
  - Schinia nundina
  - Schinia florida
- Metoponiinae
  - Aegle kaekeritziana
  - Ackerwinden-Trauereule (Tyta luctuosa)
- Micronoctuinae
- Noctuinae
  - Grüne Beifuß-Erdeule (Actebia praecox)
  - Vielzahn-Johanniskrauteule (Actinotia polyodon)
  - Magerwiesen-Bodeneule (Agrotis clavis)
  - Breitflügelige Erdeule (Agrotis bigramma)
  - Aschgraue Erdeule (Agrotis cinerea)
  - Ausrufungszeichen (Agrotis exclamationis)
  - Bogong-Falter (Agrotis infusa)
  - Ypsiloneule (Agrotis ipsilon)
  - Agrotis fatidica
  - Agrotis kerri
  - Agrotis laysanensis
  - Schmalflügelige Erdeule (Agrotis puta)
  - Strand-Erdeule (Agrotis ripae)
  - Saateule (Agrotis segetum)
  - Agrotis simplonia
  - Agrotis turatii
  - Kiefernsaateule (Agrotis vestigialis)
  - Alpenmatten-Erdeule (Albocosta musiva)
  - Putris-Erdeule (Axylia putris)
  - Gelbfleck-Frühlings-Bodeneule (Cerastis leucographa)
  - Rotbraune Frühlings-Bodeneule (Cerastis rubricosa)
  - Kupfereule (Chersotis cuprea)
  - Graue Labkrauteule (Chersotis margaritacea)
  - Braune Labkrauteule (Chersotis multangula)
  - Chersotis ocellina
  - Südliche Felsflur-Erdeule (Dichagyris candelisequa)
  - Ockergelbe Erdeule (Dichagyris flammatra)
  - Dichagyris flavina
  - Silbergraue Bandeule (Epilecta linogrisea)
  - Bergwiesen-Bodeneule (Epipsilia grisescens)
  - Trockenrasen-Bodeneule (Epipsilia latens)
  - Basalfleck-Bodeneule (Eugnorisma depuncta)
  - Graue Spätsommer-Bodeneule (Eugnorisma glareosa)
  - Graue Heidelbeereule (Eurois occulta)
  - Euxoa birivia
  - Euxoa cursoria
  - Hellgraue Erdeule (Euxoa decora)
  - Euxoa eruta
  - Euxoa lidia, in D wahrscheinl. ausgestorben
  - Schwarze Erdeule (Euxoa nigricans)
  - Euxoa nigrofusca
  - Bergsteppen-Erdeule (Euxoa recussa)
  - Euxoa temera
  - Euxoa tritici
  - Lycophotia erythrina
  - Graue Heidekrauteule (Lycophotia molothina)
  - Kleine Heidekrauteule (Lycophotia porphyrea)
  - Breitflügelige Bandeule (Noctua comes)
  - Bunte Bandeule (Noctua fimbriata)
  - Hellbraune Bandeule (Noctua interjecta)
  - Noctua interposita
  - Janthe-Bandeule (Noctua janthe)
  - Janthina-Bandeule (Noctua janthina)
  - Hausmutter (Noctua pronuba)
  - Schmalflügelige Bandeule (Noctua orbona)
  - Ochropleura leucogaster
  - Hellrandige Erdeule (Ochropleura plecta)
  - Große Bodeneule (Rhyacia lucipeta)
  - Standfussiana wiskotti
  - Xestia alpicola
  - Aschgraue Bodeneule (Xestia ashworthii)
  - Baja-Bodeneule (Xestia baja)
  - Ginsterheiden-Bodeneule (Xestia castanea)
  - Schwarzes C (Xestia c-nigrum)
  - Trapez-Bodeneule (Xestia ditrapezium)
  - Xestia lorezi
  - Xestia ochreago
  - Xestia rhaetica
  - Sechslinien-Bodeneule (Xestia sexstrigata)
  - Bergwald-Bodeneule (Xestia speciosa)
  - Rhombus-Bodeneule (Xestia stigmatica)
  - Triangel-Bodeneule (Xestia triangulum)
  - Braune Spätsommer-Bodeneule (Xestia xanthographa)
  - Xestia efflorescens
  - Xestia alaskae
- Oncocnemidinae
  - Cleonymia yvanii
  - Schmuckeule (Lamprosticta culta)
  - Stilbina olympica
- Pantheinae Smith, 1898
- Plusiinae
  - Abrostola agnorista
  - Schwalbenwurz-Höckereule (Abrostola asclepiadis)
  - Abrostola canariensis
  - Abrostola clarissa
  - Dunkelgraue Nessel-Höckereule (Abrostola triplasia)
  - Silbergraue Nessel-Höckereule (Abrostola tripartita)
  - Habichtskraut-Silbereule (Autographa aemula)
  - Autographa ampla
  - Quellhalden-Goldeule (Autographa bractea)
  - Gammaeule (Autographa gamma)
  - Jota-Silbereule (Autographa jota)
  - Autographa mappa
  - Autographa nigrisigna
  - Ziest-Silbereule (Autographa pulchrina)
  - Autographa speciosa
  - Spitzflügelige Kupfer-Goldeule (Chrysodeixis actua)
  - Chrysodeixis argentifera
  - Chrysodeixis chalcites
  - Dunkelbraune Silbereule (Ctenoplusia limbirena)
  - Diachrysia balluca
  - Messingeule (Diachrysia chrysitis)
  - Wasserdost-Goldeule (Diachrysia chryson)
  - Diachrysia zosimi
  - Mönchskraut-Metalleule (Euchalcia consona)
  - Lungenkraut-Höckereule (Euchalcia modestoides)
  - Eisenhut-Höckereule (Euchalcia variabilis)
  - Wiesenrauten-Goldeule (Lamprotes c-aureum)
  - Schafgarben-Silbereule (Macdunnoughia confusa)
  - Megalographa biloba
  - Große Wiesenrauten-Goldeule (Panchrysia deaurata)
  - Panchrysia dives
  - Panchrysia ornata
  - Espers Wiesenrauten-Silbereule (Panchrysia v-argenteum)
  - Röhricht-Goldeule (Plusia festucae)
  - Zierliche Röhricht-Goldeule (Plusia putnami)
  - Plusidia cheiranthi
  - Eisenhut-Goldeule (Polychrysia moneta)
  - Lärchen-Goldeule (Syngrapha ain)
  - Syngrapha devergens
  - Syngrapha diasema
  - Syngrapha parilis
  - Syngrapha rectangula
  - Syngrapha viridisigma
  - Hochenwarths Goldeule (Syngrapha hochenwarthi)
  - Heidelbeer-Silbereule (Syngrapha interrogationis)
  - Moor-Goldeule (Syngrapha microgamma)
  - Thysanoplusia daubei
  - Thysanoplusia orichalcea
  - Aschgraue Höckereule (Trichoplusia ni)
- Raphiinae
- Stiriinae
  - Hornkraut-Tageulchen (Panemeria tenebrata)
- Strepsimaninae
- Xyleninae